# Diogo portugál gróf
Diogo portugál gróf, Diogo Fernandes (870–924?) Onega Lucides (?–959) portugál grófnő férje, aki Onegával közösen uralkodott a félfüggetlen grófságban. Arra, hogy Onega valóban Onega Lucides, azaz Lucídio portugál gróf lánya lett volna, csak az a közvetett bizonyíték utal, hogy különben megszakadt volna a Vímara Peres-ház vérvonala, márpedig hagyományosan úgy tartják, hogy egészen 1071-ig, II. Nuño haláláig ebből a családból kerültek ki az első portugál grófság (Condado de Portucale) grófjai, illetve grófnői.

## Származása
Nem tudni, hogy Guimarãesbe kerülése előtt melyik grófság grófja (vagy örököse) volt, és a történészek még azt is csak gyanítják, hogy ez a grófság valahol Kasztíliában lehetett.
Amikor Lucídio, Portucale 2. grófjának elhunytával (922-ben) valószínűleg egyetlen felnőtt gyermeke, Onega örökölte a grófi címet apjától, nő lévén a hatalmat meg kellett osztania férjével. Diogo Fernandes ezért megkapta az e célra létrehozott „Guimarães grófja” címet, és hivatalosan Onega sem Portucale, hanem Guimarães grófnője lett.
Ekkor már valószínűleg jó ideje házasok voltak; Mumadona lányuk valamikor 900 körül született.

## Uralkodása
Uralma rövid volt; semmilyen nevezetes tettéről nem tudunk. Valamikor 924 és 928 között halt meg, amire abból következtetnek, hogy Onega 928 decemberében alapította emlékére a lorvãói kolostort. Gyermekeik közül is csak azokról tudunk, akik megjelentek ezen az ünnepségen. A résztvevők közt a beszámoló megemlíti Menendo Gonçalvest, Mumadona férjét, valamint Rodrigo Tedonizt, akiről ennek alapján feltételezik, hogy Leodegundia férje lehetett.

## Utódlása
Halála után Onega egy ideig egyedül uralkodott. Ezt a hűbéresek nem nézték jó szemmel, és kellett mondania a grófságról lányuk, Mumadona és annak férje javára.

## Fordítás
Ez a szócikk részben vagy egészben  a   Diogo Fernandes (count) című angol Wikipédia-szócikk ezen változatának fordításán alapul.  Az eredeti cikk szerkesztőit annak laptörténete sorolja fel. Ez a jelzés csupán a megfogalmazás eredetét és a szerzői jogokat jelzi, nem szolgál a cikkben szereplő információk forrásmegjelöléseként.